# 240er v. Chr.
Portal Geschichte | Portal Biografien | Aktuelle Ereignisse | Jahreskalender | Tagesartikel

◄ |
1. Jahrtausend v. Chr. |

◄ |
4. Jh. v. Chr. |
3. Jahrhundert v. Chr. |
2. Jh. v. Chr. |
►

◄ | 270er v. Chr. | 260er v. Chr. | 250er v. Chr. | 240er v. Chr. |
230er v. Chr. |
220er v. Chr. |
210er v. Chr. |
►

249 v. Chr. |
248 v. Chr. |
247 v. Chr. |
246 v. Chr. |
245 v. Chr. |
244 v. Chr. |
243 v. Chr. |
242 v. Chr. |
241 v. Chr. |
240 v. Chr.

## Ereignisse
- 247 v. Chr.: Qin Shihuangdi besteigt als 13-Jähriger den Thron der chinesischen Provinz Qin, später wird er der erste chinesische Kaiser.
- Ende des Ersten Punischen Krieges (264 v. Chr.–241 v. Chr.) durch den Seesieg der Römer in der Schlacht bei den Ägatischen Inseln. Da in dieser Schlacht die karthagische Flotte, auf der die Macht Karthagos beruhte, zerstört wurde, musste Karthago kapitulieren.